# René Arrieu
Pour les articles homonymes, voir Arrieu.
René Arrieu est un comédien français, sociétaire de la Comédie-Française, né le 22 mars 1924 à Paris où il est mort le 6 juin 1982.
Contemporain de Gérard Philipe et de Jean Vilar, il participa aux nombreux festivals qui, au lendemain de la Libération, jalonnaient, au début de l'été, la vallée du Rhône.
Alternant planches et télévision, il eut une carrière foisonnante, autant pendant sa période « indépendante » qu'à partir de 1957 à la Comédie-Française dont il devint le 447e sociétaire en 1970.
S'il tourna peu au cinéma, il fut très actif en revanche dans le domaine du doublage dès 1946, prêtant sa voix à de très nombreux acteurs étrangers tels Henry Fonda, Jeff Chandler, Lee Marvin, Burt Lancaster ou Charlton Heston, mais également à des personnages d'animation comme Bagheera dans Le Livre de la jungle.

## Biographie

### Jeunesse et études
Il est le fils de Raoul-Gabriel Arrieu (1893-1970), comptable, et Jeanne-Étiennette Talibon.

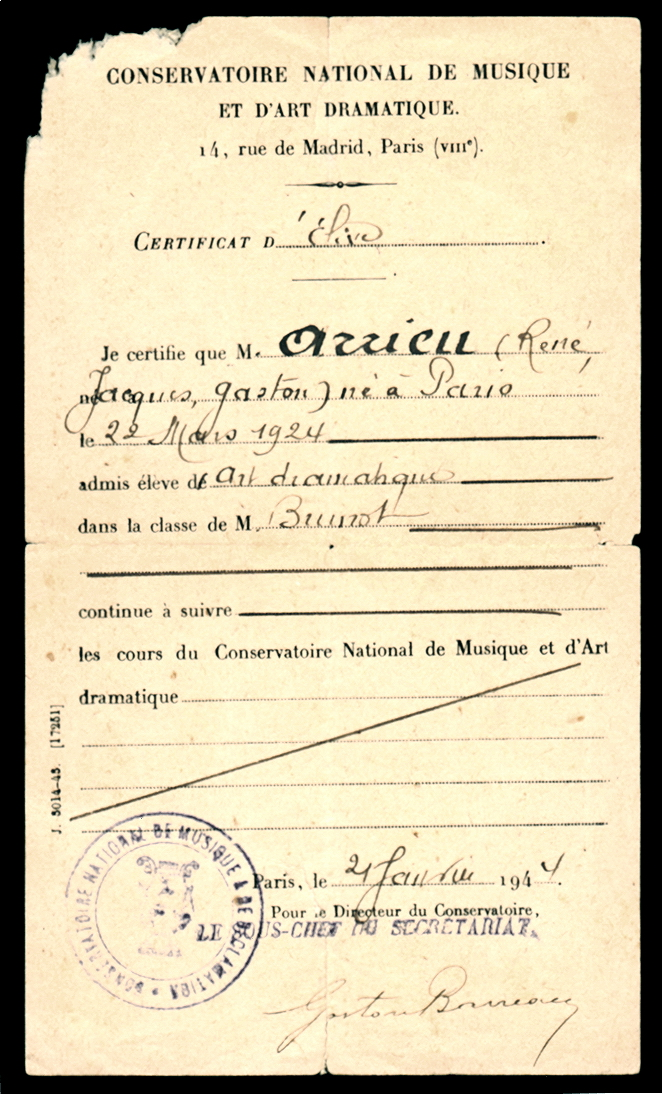
Certificat d'inscription dans la classe d'André Brunot, le 21 janvier 1944.

En novembre 1941, il entre au Centre de jeunesse du spectacle à Paris dont le directeur est Raymond Rognoni assisté de Pierre Sabbagh. L'audition des lauréats du concours de fin d'année 1941-1942 a lieu le 5 juin 1942, avec, entre autres, Paul-Émile Deiber, Gina Celdac, Pierre Gallon, Françoise Vitrant, Noëlle Fougères, Cécile Paroldi et Jean-Jacques Dreux. En 1943, il s'inscrit au Conservatoire national supérieur d'art dramatique, dans la classe d'André Brunot. L'année suivante, il fréquente le Centre d'art dramatique de la rue Blanche où le metteur en scène Julien Bertheau lui fait faire ses premières apparitions sur scène, comme figurant d'abord à la Comédie-Française dans La Reine morte d’Henry de Montherlant, puis dans des rôles plus consistants.

### L'Occupation
Août 1944 le voit entrer dans une période de turbulences. Il fréquente en effet à cette époque la comédienne Florence Luchaire, une des filles de Jean Luchaire, directeur du journal collaborationniste Les Nouveaux Temps. Lorsque, le 15 août 1944, ce dernier quitte précipitamment Paris à la veille de sa libération, abandonnant femme et enfants, René décide d'aider ceux-ci à quitter à leur tour la capitale, direction le Brenner Park Hôtel à Baden-Baden (où il croise Jean Hérold-Paquis qui le qualifie de « sorte d'éphèbe égyptien, que d'aucuns disaient danseur »), puis Sigmaringen où ils retrouvent Jean Luchaire qui exerce les fonctions de commissaire à l'information dans la Commission gouvernementale française pour la défense des intérêts nationaux animée par Fernand de Brinon, et dirige le quotidien La France, journal officiel destiné aux exilés collaborationnistes. Pendant leur séjour outre-Rhin, Florence Luchaire tombe enceinte, ce qui cause un scandale dans la colonie française en Allemagne, ainsi que le relate Louis-Ferdinand Céline dans son ouvrage D'un château l'autre.
Lors de la chute du gouvernement en exil, en avril 1945, il fuit vers la frontière suisse avec les Luchaire et Marcel Déat dans la voiture de Fernand de Brinon, « empruntée » pour l'occasion. La Suisse étant fermée aux collaborateurs le groupe trouve refuge à Merano, en Italie du nord, début mai 1945. Marcel Déat et sa femme fuiront pour se cacher dans un couvent, quant aux Luchaire, ils furent livrés aux Français par les Américains. Interné au camp d'Écrouves (Meurthe-et-Moselle), où il épouse Florence, René Arrieu est acquitté par la commission d’épuration du théâtre qui reconnaît le caractère extra-politique de son « escapade ».
Quant à Jean Luchaire, il comparaîtra devant la Haute Cour de justice pour intelligence avec l'ennemi (article 75 du Code pénal) en janvier 1946, et sera fusillé le 22 février au fort de Châtillon.

### L'après-guerre
En 1946, René Arrieu remonte sur scène, toujours grâce à Julien Berthau, dans les différents festivals d'été organisés dans le sud de la France. Il se voit ainsi confier le rôle-titre de Britannicus et celui de Curiace dans Horace représentés au théâtre antique de Fourvière, suivis en 1947 de Pyrrhus dans Andromaque et en 1948 du rôle-titre dans Polyeucte.
Il acquiert très vite une réputation de tragédien et se produit en tournée avec différentes troupes, en France (Chorégies d'Orange, théâtre des Célestins) comme à l'étranger (Belgique, Suisse, Tunisie, Maroc, etc.) dans un répertoire classique (Jean Racine, Pierre Corneille, Shakespeare) et moderne (Jean Giraudoux, Jean Anouilh, Jean Cocteau). Il épouse le 26 juillet 1949 à Paris la comédienne Ketty Albertini.
En 1954, il alterne au cours d'une tournée de deux mois le rôle de Mesa dans Partage de midi de Paul Claudel et La Dame aux camélias d'Alexandre Dumas fils sous la direction de Jean-Louis Barrault, suivie en 1955-1956 d'une tournée de quatre mois avec Bérénice.
Il est engagé en novembre 1957 comme pensionnaire de la Comédie-Française où il fait ses débuts dans le rôle-titre de Bajazet. S'ensuivent durant près de 25 ans de très nombreux rôles tels que Éghiste dans Électre de Jean Giraudoux, Don Salluste dans Ruy Blas de Victor Hugo, Astrov dans Oncle Vania, d'Anton Tchekhov ou Théramène dans Phèdre. Il épouse en 1967 la comédienne Alberte Aveline, entrée comme pensionnaire l'année précédente. Il est nommé sociétaire en 1970.
Parallèlement à sa carrière sur les planches, il participe à de nombreuses émissions télévisées (dramatiques, séries, téléfilms) et à de très nombreux doublages, prêtant sa voix notamment à Henry Fonda, Charlton Heston, Lee Marvin, James Stewart ou encore Burt Lancaster.
Il meurt d'une embolie cérébrale le 6 juin 1982 à l'âge de 58 ans. À l'instar de Jean Yonnel, il fut l'un des rares tragédiens en titre du Théâtre-Français.

### Vie privée
René Arrieu a été marié successivement à :
- Florence Luchaire, petit rat de l'Opéra puis comédienne, avec qui il eut un fils, Dominique (né en 1945), chef opérateur de cinéma et de télévision ;
- Ketty Albertini (de 1949 à 1960)[9], comédienne puis journaliste à Radio-France, avec qui il eut Jean-Baptiste (né en 1950), pilote d'avion, et Frédéric (1954-2015), opérateur projectionniste de cinéma ;
- Alberte Aveline (de 1967 à 1978), sociétaire de la Comédie-Française, avec qui il eut Cécile (1968-2010), comédienne.

## Théâtre

### 1942-1957

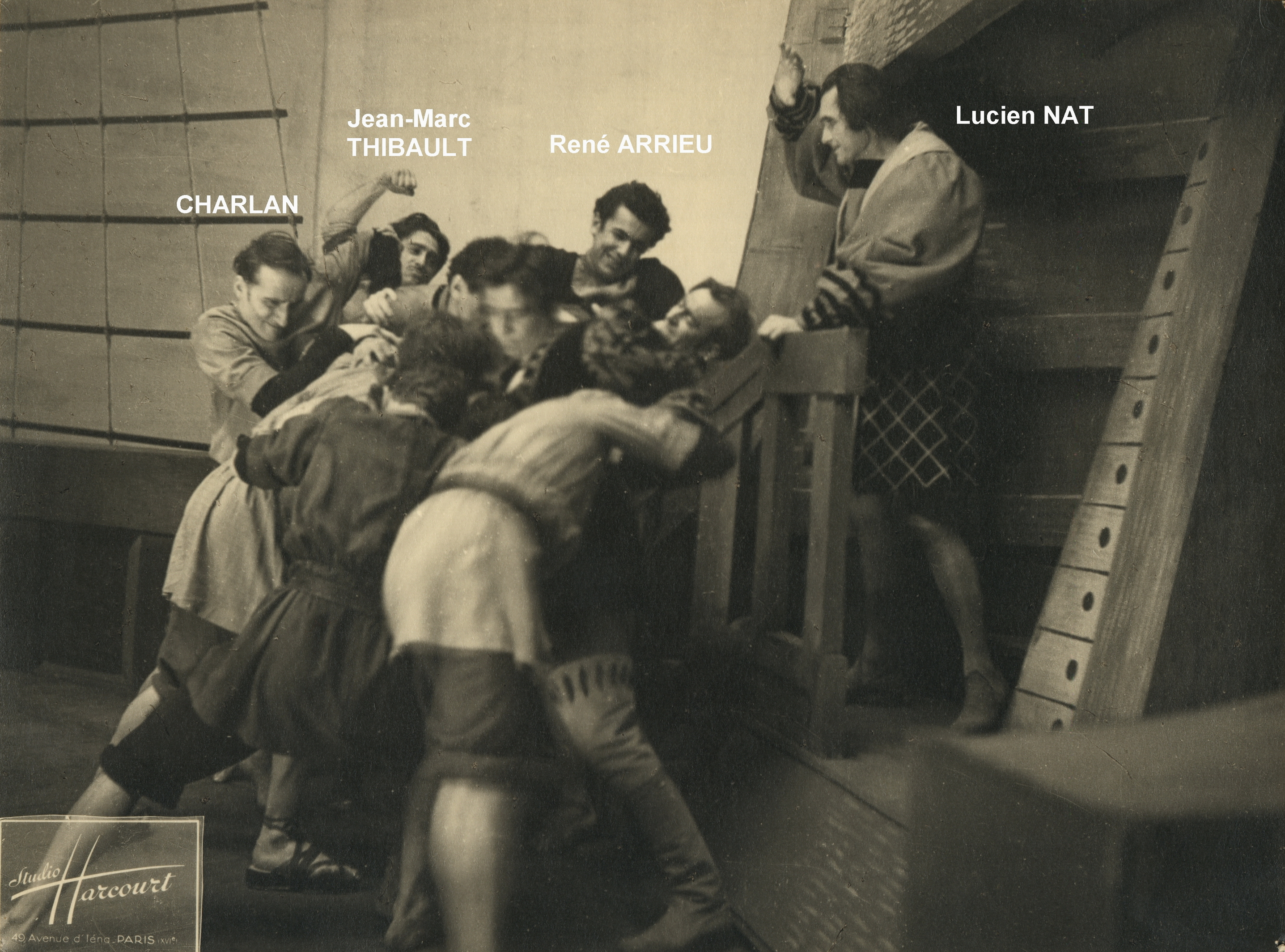
Charlan, Jean-Marc Thibault, René Arrieu et Lucien Nat dans Cristobal au théâtre Montparnasse, mai 1943.

- 1942 (3 avril) : L'Anneau de Sakountala, légende hindoue de Kalidasa adaptée pour la scène par Maurice Pottecher, décors, costumes et mise en scène de Pierre Richard-Willm - théâtre du Gymnase
- 1942 (juin) : Polyeucte, « tragédie chrétienne » de Pierre Corneille ; spectacle présenté par les élèves du Centre de Jeunesse du Spectacle à la salle paroissiale Saint-Jean de Montmartre
- 1942 (9 décembre) : La Reine morte d’Henry de Montherlant, mise en scène de Pierre Dux, création à la Comédie-Française : figuration
- 1943 (février) : Horace de Pierre Corneille, mise en scène de Julien Bertheau, Théâtre national populaire : Curiace
- 1943 (avril) : La Mégère apprivoisée de William Shakespeare, mise en scène de Jean Serge - spectacle monté par La Comédie de Provence / troupe des Galas dramatiques Jean Serge (première à Albertville puis tournée dans le sud-est de la France) : Cambio
- 1943 (avril) : Hamlet de William Shakespeare, mise en scène de Jean Serge - Spectacle monté par La Comédie de Provence (première à Chambéry puis tournée dans le sud-est de la France) : Laerte
- 1943 (19 mai) : Cristobal de Charles Exbrayat, mise en scène Jean Darcante, Compagnie d'art dramatique Jean Darcante, création au théâtre Montparnasse-Gaston Baty : le héraut / un marin
- 1943 (29 septembre) : La Légende du chevalier d'André de Peretti della Rocca, mise en scène de Julien Bertheau, Comédie-Française : Guillaume
- 1943 (octobre) : Saint François d'Assise de Julien Luchaire, Théâtre national populaire : le charpentier
- 1944 (avril) : Néron de Jean Bacheville, mise en scène d'Alfred Pasquali, théâtre Hébertot : figuration (un garde)
- 1946 : La Fugue de Caroline d'Alfred Adam, mise en scène de Pierre Dux, théâtre Gramont : le charron
- 1946 (20 juin) : Mala de Jean Laugier, mise en scène de l'auteur[10], théâtre Charles-de-Rochefort : Le Père
- 1946 (6 et 7 juillet) : Britannicus de Jean Racine, mise en scène de Julien Bertheau, Théâtre antique de Fourvière, troupe de la Comédie-Française : Britannicus
- 1946 (14 juillet) : Ana drôle des années tristes de Lucien Fresnac[11], troupe des Galas français (FLAM), une seule représentation au théâtre Molière de Poissy : Claude
- 1946 (octobre) : Horace de Pierre Corneille, Théâtre national populaire : Curiace
- 1946 (décembre) : Huon de Bordeaux d'Alexandre Arnoux, mise en scène d'Alexandre Tansman et Georges Douking, théâtre Pigalle : Huon
- 1947 : Amphitryon de Molière, mise en scène de Jean-Louis Barrault, théâtre Marigny : Argatiphontidas
- 1947 (28 et 29 juin) : Horace de Pierre Corneille, mise en scène de Julien Bertheau, festival des Nuits de Fourvière, théâtre antique de Fourvière : Curiace
- 1947 (juillet) : Andromaque de Jean Racine, mise en scène de Julien Bertheau, théâtre antique de Vienne : Pyrrhus
- 1947 (10 octobre) : Le Procès de Franz Kafka, adaptation d'André Gide, mise en scène d'André Gide et Jean-Louis Barrault, Compagnie Renaud-Barrault, théâtre Marigny : l'inspecteur Wilhem
- 1948 (?) : Les Chevaliers de la Table ronde de Jean Cocteau, mise en scène de Jacques Dacqmine, troupe des Spectacles de France
- 1948 (26 juin) : Polyeucte de Pierre Corneille, Festival de Lyon Charbonnière, théâtre antique de Fourvière : Polyeucte
- 1948 (septembre) : Yerma de Federico Garcia Lorca, traduit de l'espagnol par Jean Camp et Jacques Lassaigne, mise en scène de Maurice Jacquemont, studio des Champs-Élysées : Victor / le mâle
- 1949 (janvier) : 107 minutes de Steve Passeur, théâtre Montparnasse
- 1949 (janvier) : Si je vis... de Robert E. Sherwood, adaptation de Maurice Clavel, mise en scène de Raymond Hermantier, théâtre Saint-Georges
- 1949 (février) : Le Pain dur de Paul Claudel, mise en scène d'André Barsacq, théâtre de l'Atelier puis théâtre des Célestins[12] : Louis
- 1949 (25 mai) : La Lune dans le fleuve jaune de Denis Johnston, adaptation de C. Robson et R. J. Chauffard, mise en scène de Roger Blin, théâtre de la Gaîté-Montparnasse : Cdt Lanian
- 1949 (juillet) : Les Sept contre Thèbes d'Eschyle, traduction en vers de M. Pelissane, mise en scène de Jean Hervé, Chorégies d'Orange : le messager
- 1950 : Le Damné pour manque de confiance de Tirso de Molina, adaptation de Georges Pillement, compagnie Norbert Pierlot - Spectacle présenté pour le concours des jeunes Compagnies[13]
- 1950 (avril) : L'Enterrement d'Henry Monnier, mise en scène d'André Barsacq, théâtre de l'Atelier : M. Moin
- 1950 (avril) : Le Bal des voleurs de Jean Anouilh (création), mise en scène d'André Barsacq, théâtre de l'Atelier : le Premier Agent
- 1950 (juillet) : Salomé d'Oscar Wilde, Chorégies d'Orange
- 1950 (juillet) : Bérénice de Jean Racine, Chorégies d'Orange
- 1950 (4-6 juillet) : Andromaque de Jean Racine, festival de Lyon-Charbonnières, mise en scène de Julien Bertheau, production du théâtre des Célestins : Pyrrhus
- 1950 (octobre) : L'Exception et la Règle de Bertolt Brecht (création), mise en scène de Jean-Marie Serreau, théâtre des Noctambules
- 1950 (novembre) : L'Affaire Fualdes de Denis Marion, mise en scène Georges Douking, théâtre du Vieux Colombier
- 1950 (28 au 30 novembre) : Les Princes du sang de Jean-François Noël, mise en scène de Raymond Hermantier, théâtre des Célestins puis tournée et théâtre du Vieux-Colombier (avril 1951) : le marquis de Mirepoix et Montmorency
- 1951 : Anna Karénine de Raymond Rouleau, d'après Léon Tolstoï, mise en scène de Raymond Rouleau, théâtre de l'Œuvre : le prince Serpoukhovskoi
- 1951 (juillet) : Athalie de Jean Racine, Chorégies d'Orange
- 1951 (novembre) : Amphitryon 38 de Jean Giraudoux, mise en scène de Jean Vernier, théâtre des Célestins : Mercure
- 1951 (novembre) : Andromaque de Jean Racine, théâtre des Célestins : Oreste
- 1951 (novembre) : Phèdre de Jean Racine, théâtre des Célestins : Théramène
- 1951 (décembre) : Les Trois Mousquetaires d'Alexandre Dumas et Auguste Maquet, mise en scène de Jean-Pierre Grenier, théâtre de la Porte-Saint-Martin[14]
- 1952 (21 mai) : Un dieu a dormi dans la maison de Guilherme Figueiredo, mise en scène d'Albert Medina, théâtre de la Huchette : Amphitryon
- 1952 (juillet) : Le Martyre de Saint-Sébastien de Gabriele D'Annunzio, mise en scène de Véra Korène, festival de Lyon-Charbonnière
- 1952 (novembre) : Mademoiselle Julie d'August Strindberg (tournées du Théâtre municipal de Lausanne) : le valet
- 1952 (novembre) : Le Bel Indifférent de Jean Cocteau (tournées du Théâtre municipal de Lausanne) : l'homme
- 1952 (décembre) : La liberté est un dimanche de Pol Quentin, mise en scène de René Clermont, théâtre Sarah-Bernhardt puis tournées théâtrales France Monde Production (jusqu'en avril 1953) : le Gouverneur
- 1953 (mai) : Le Silence de la terre de Samuel Chevallier, mise en scène de Pierre Valde, théâtre du Jorat (Suisse) : François
- 1953 (4 au 9 juillet) : Coriolan de William Shakespeare, mise en scène de Véra Korène, festival de Lyon-Charbonnière, théâtre antique de Fourvière : Auphridius
- 1953 (18 septembre) : Inquisition de Diego Fabbri, mise en scène de José Quaglio, théâtre de l'Humour : Renato
- 1953 (novembre) : J'ai régné cette nuit de Georges Hoffmann et Pierre Sabatier, mise en scène de Pierre Valde, théâtre municipal de Lausanne : César
- 1954 (avril) : Partage de midi de Paul Claudel, mise en scène de Jean-Louis Barrault, Société des spectacles Lumbroso (tournée en Suisse, Italie, Allemagne et sud de la France, jusqu'au 20 juin) : Mesa
- 1954 (avril) : La Dame aux camélias d'Alexandre Dumas fils, mise en scène de Jean-Louis Barrault, Société des spectacles Lumbroso (tournée en Suisse, Italie, Allemagne et Sud de la France, jusqu'au 20 juin) : Gustave ou Giray[réf. nécessaire]
- 1954 (3-6 juillet) : La guerre de Troie n'aura pas lieu de Jean Giraudoux, mise en scène de Jan Doat, Festival de Lyon Charbonnière, théâtre antique de Fourvière : Pâris
- 1954 (septembre) : Le Père humilié de Paul Claudel, mise en scène de Pierre Franck, théâtre des Célestins (du 22 au 24 octobre) puis tournées Georges Herbert (jusqu'en décembre) : Oran
- 1955 (juillet) : Celui qui ne croyait pas de Michel Sinniger (Création), mise en scène Marcel Lupovici, Festival des nuits de Bourgogne[15] aux Hospices de Beaune[16], puis Comédie de Paris : Henry de Montségur
- 1955 (novembre) : Bérénice de Jean Racine, mise en scène Jean-Louis Barrault, tournée des Galas Karsenty[17] : Antiochus
- 1956 (19 avril) : Les Exilés de James Joyce (Création), traduit de l'anglais par J. S. Bradley, adaptation de Marc Beigbeder, mise en scène Helène Gerber, théâtre Gramont : Robert Hand
- 1956 (mai) : Horace de Pierre Corneille : Tulle ; Britannicus de Jean Racine : Narcisse ; Cinna de Pierre Corneille : Maxime - Spectacles des tournées Herbert à l'Opéra de Tunis
- 1956 (juin) : La Servante d'Evolène de René Morax, mise en scène René Morax et J. Béranger, théâtre du Jorat (Suisse) : Antonin
- 1956 (18 et 19 août) : Britannicus de Jean Racine, théâtre de verdure de la citadelle de Sisteron : Narcisse
- 1956 (3 octobre) : Nemo d'Alexandre Rivemale, mise en scène Jean-Pierre Grenier, théâtre Marigny : Nemo[18]
- 1956 (24 octobre) : Don Carlos de Friedrich von Schiller, adaptation de Charles Charras, mise en scène Raymond Hermantier, théâtre du Vieux-Colombier : le marquis de Posa
- 1957 (30 janvier) : Jules César de William Shakespeare, adaptation de Jean-Francis Reille, mise en scène de Raymond Hermantier, Théâtre national populaire : Brutus
- 1957 (mars) : Comme une flamme de John Steinbeck, adaptation de Maurice Picard, mise en scène d'André Villiers, théâtre en Rond : Victor
- 1957 (26 septembre) : Le Cœur volant de Claude-André Puget, mise en scène de Julien Bertheau, théâtre Antoine : Guillaume Le Baillif

### Comédie-Française (1957-1982)
- 1957 (3 décembre) : Bajazet de Jean Racine, mise en scène de Jean Marchat, Comédie-Française, salle Richelieu : Bajazet
- 1958 (mars) : Le Misanthrope de Molière (reprise), mise en scène de Pierre Dux, Comédie-Française, salle Richelieu, reprise le 06/10/1960 : Le Garde
- 1958 (juillet) : Électre de Jean Giraudoux, mise en scène de Jean Deninx, festival de Blois : Égisthe
- 1958 (27 décembre) : La Dame de Monsoreau d'Alexandre Dumas (création), mise en scène de Jacques Eyser, scénographie d'André Delfau, Comédie-Française, salle Luxembourg (Théâtre de l'Odéon) : le duc de Lorraine
- 1959 (12 février) : Andromaque de Jean Racine (reprise), mise en scène de Maurice Escande, reprise en juin 1961, Comédie-Française, salle Richelieu : Pyrrhus
- 1959 (31 juillet) : Antigone d'après Sophocle, adaptation d'André Bonnard, mise en scène d'Henri Rollan - Reprise, première aux Chorégies d'Orange puis saison à la Comédie-Française le 6 octobre : le Messager
- 1959 (11 au 16 août) : tournée au Liban du Théâtre Montparnasse-Gaston Baty, compagnie Marguerite Jamois et Raymond Gérome, dans le cadre du 6e festival de Baalbeck : Ploutos d'Aristophane, adaptation française et mise en scène de Raymond Gérome (rôle de Chrémyle) ; Électre de Jean Giraudoux, mise en scène de Raymond Gérome (rôle d'Égisthe) ; Phèdre de Jean Racine, mise en scène de Marguerite Jamois (rôle de Théramène)
- 1960 (9 avril) : Polyeucte de Pierre Corneille (création), mise en scène de Jean Marchat, reprise en juin 1965 - Comédie-Française, salle Richelieu : Néarque
- 1960 (11 mai) : Thé et Sympathie de Robert Anderson, adaptation de Roger Ferdinand, mise en scène de Ramon Berry, Théâtre royal du Parc à Bruxelles : Bill Reynolds
- 1960 (17 juin) : Ariane de Thomas Corneille, mise en scène de Jean Serge, festival de Barentin, Théâtre Montdory : Thésée
- 1960 (7 septembre) : Tartuffe de Molière (création), mise en scène de Louis Seigner, Comédie-Française : Monsieur Loyal
- 1960 (18 septembre) : Le Cid de Pierre Corneille (reprise), mise en scène de Jean Yonnel, reprises en septembre 1961 et septembre 1962, Comédie-Française : Don Gormas
- 1960 (14 octobre) : Le Sexe faible d'Edouard Bourdet (reprise), mise en scène de Jean Meyer, reprise le 21 septembre 1961, Comédie-Française : Manuel
- 1960 (2 novembre) : Ruy Blas de Victor Hugo (création), mise en scène de Raymond Rouleau, reprise le 10 septembre 1961, Comédie-Française : Covadenga
- 1960 (1er décembre) : Mithridate de Jean Racine (reprise), mise en scène de Jean Yonnel, Comédie-Française : Pharnace
- 1961 (13 janvier) : Britannicus de Jean Racine (création), mise en scène de Michel Vitold, Comédie-Française, tournées multiples[19], reprises régulières jusqu'en 1972 : Burrhus
- 1961 (22 février) : Oncle Vania, d'Anton Tchekhov (création), adaptation d'Elsa Triolet, mise en scène de Jacques Mauclair, reprise en novembre 1964, Comédie-Française : Astrov
- 1961 (mai): Le Conte d'hiver de William Shakespeare, adaptation française de Claude André Puget, mise en scène de Julien Bertheau, Comédie-Française : Léontès, roi de Sicile
- 1962 (janvier) : La vie est un songe de Pedro Calderón de la Barca, mise en scène de Georges Douking, Comédie-Française[20] : le fils du roi
- 1962 (23 juin) : Sertorius de Pierre Corneille, mise en scène de Jean Serge (création), festival de Barentin : Pompée
- 1963 (29 mai) : Marie Stuart de Friedrich von Schiller, adaptation de Charles Charras, mise en scène de Raymond Hermantier, Grand Théâtre de Bordeaux puis Comédie-Française (octobre) et tournée en Suisse (novembre) : Amias Paulet
- 1963 (7-9 juin) : Le mystère du roi Louis XII d'après Arnoul Gréban et Jean Michel, adaptation d'Huguette Ringuenet et Pierre Olivier - Représentations au Chateau de Blois.
- 1963 (3 juillet) : Iphigénie à Aulis d'Euripide, adaptation d'André Gillois, mise en scène de Maurice Escande, Chorégies d'Orange : Agamemnon
- 1963 (26 octobre) : Le Cardinal d'Espagne d’Henry de Montherlant (reprise), mise en scène de Jean Mercure, Comédie-Française : l'archevêque de Grenade
- 1964 (8 février) : Cyrano de Bergerac d'Edmond Rostand, mise en scène de Jacques Charon, Comédie-Française; reprises en mai 1967, juillet 1972 et septembre 1967 : d'Artagnan / 1er cadet / Carbon de Castel-Jaloux, en alternance avec Jacques Eyser
- 1964 (22 novembre) : Donogoo de Jules Romains, mise en scène de Jean Meyer, Comédie-Française, salle Richelieu : Lesueur
- 1965 (21 février): L'Orphelin de la Chine de Voltaire (création), mise en scène de Jean Mercure, Comédie-Française, salle Richelieu : Osman
- 1966 (27 février) : La Soif et la Faim d'Eugène Ionesco (création), mise en scène de Jean-Marie Serreau, Comédie-Française : 2e gardien, en alternance avec Claude Brosset
- 1966 (avril) : Le Mariage forcé comédie-ballet de Molière sur une musique de Jean-Baptiste Lully, mise en scène de Jacques Charon, Comédie-Française, salle Richelieu : Alcantor
- 1966 (novembre) : Le Mariage de Kretchinsky d'Alexandre Soukhovo-Kobyline, mise en scène de Nicolas Akimov, Comédie-Française : Mikhail Vasilyvitch Kretchinsky
- 1967 (février) : Dom Juan de Molière, mise en scène d'Antoine Bourseiller, Comédie-Française, salle Richelieu (reprise en 1973) : dom Louis
- 1967 (20 novembre) : L'Émigré de Brisbane de Georges Schéhadé, mise en scène de Jacques Mauclair, Comédie-Française : Scaramella
- 1968 (octobre) : Athalie de Jean Racine, mise en scène de Maurice Escande, Comédie-Française (reprise en 1973) : Abner
- 1969 (16 juillet) : Cinna de Pierre Corneille, mise en scène de Maurice Escande(reprise), Comédie-Française : Maxime
- 1969 (14 septembre) : L'Avare de Molière, mise en scène de Jean-Paul Roussillon (création),reprises les 04/09/1970, 03/09/1971 et les 21/03 et 16/09/1973, Comédie-Française : le commissaire
- 1970 (18 janvier) : Hommage à Albert Camus, choix des textes de Roger Grenier, Comédie-Française : Grigoreiev (Les Possédés)
- 1970 (28 janvier) : Malatesta d’Henry de Montherlant (création) , mise en scène Pierre Dux, Comédie-Française : Gaspare Broglio
- 1970 (30 novembre) : Le Songe d'August Strindberg (création) , adaptation de Maurice Clavel, mise en scène de Raymond Rouleau : le chef de la Quarantaine
- 1971 (27 septembre) : Becket ou l'Honneur de Dieu de Jean Anouilh, mise en scène de Jean Anouilh et Roland Piétri, Comédie-Française : un baron anglais
- 1971 (24 novembre) : Les Précieuses ridicules de Molière (création) , mise en scène de Jean-Louis Thamin, Comédie-Française : Gorgibus
- 1972 (21 janvier) : Le Jour du retour d'André Obey (création), mise en scène de Pierre Dux, Comédie-Française : Philoetios
- 1972 (5 février) : Le Maître de Santiago d’Henry de Montherlant (création), mise en scène de Michel Etcheverry, Comédie-Française : don Fernando de Olmeda
- 1972 (30 mai) : Le Malade imaginaire de Molière, mise en scène de Jean-Laurent Cochet (reprise), Comédie-Française : M. Diafoirus
- 1972 (15 décembre) : La Troupe du Roy, Hommage à Molière par les Comédiens-Français (reprise), mise en scène de Paul-Émile Deiber, Comédie-Française : Brécourt
- 1973 (4 janvier) : Amphitryon de Molière (reprise), mise en scène de Jean Meyer, Comédie-Française : Naucrates
- 1974 (21 janvier) : Péricles, prince de Tyr de William Shakespeare, adaptation française de Jean-Louis Curtis, mise en scène de Terry Hands (création), Comédie-Française : Antiochus
- 1974 (16 octobre) : La Nostalgie, camarade de François Billetdoux, mise en scène de Jean-Paul Roussillon, troupe de la Comédie-Française au Théâtre de l'Odéon : un PDG
- 1974 (17 novembre) : L'Impromptu de Marigny de Jean Poiret, mise en scène de Jacques Charon, la Comédie-Française au Théâtre Marigny[21] : Tartuffe / le Roi / le Producteur
- 1975 (3 novembre) : Hommage à François Mauriac, conception de Félicien Marceau, Comédie-Française :Le Désert d'Amour
- 1976 : La Nuit des rois de William Shakespeare, mise en scène Terry Hands, Comédie-Française au Théâtre de l'Odéon : Antonio
- 1976 (4 novembre) : Lorenzaccio d'Alfred de Musset (Création), mise en scène de Franco Zeffirelli, musique de Maurice Jarre, Comédie-Française : sire Maurice
- 1977 (31 janvier) : En plein cœur, soirée littéraire mise en scène par Jacques Destoop : déclamation du poème XII de L'Année terrible de Victor Hugo sur le général Trochu
- 1977 (13 novembre) : On ne badine pas avec l'amour, d'Alfred de Musset (création), mise en scène de Simon Eine : Blazius
- 1978 (1er avril) : Les Femmes savantes de Molière (création), mise en scène de Jean-Paul Roussillon, reprises en mars 1980 et en décembre 1981, Comédie-Française : Ariste
- 1978 (29 juin) : Phèdre de Jean Racine (création), mise en scène de Jacques Rosner, dans le cadre du festival du Marais, Hôtel d'Aumont : Théramène
- 1978 (19 octobre) : Six personnages en quête d'auteur, « pièce à faire » de Luigi Pirandello, adaptation française de Michel Arnaud, mise en scène d'Antoine Bourseiller, Comédie-Française : le chef machiniste
- 1978 (9 novembre) : Voltaire, homme d’aujourd’hui seconde partie, d'après Voltaire (création), mise en scène de Jacques Destoop
- 1979 (21 février) : Ruy Blas de Victor Hugo (création), mise en scène de Jacques Destoop, Comédie-Française : Covadenga
- 1979 (8 avril) : L'Avare de Molière, mise en scène de Jean-Paul Roussillon (reprise), Comédie-Française : le commissaire
- 1979 (18 décembre) : La Tour de Babel de Fernando Arrabal, mise en scène de Jorge Lavelli, troupe de la Comédie-Française au théâtre de l'Odéon : Voix-off
- 1980 (14 janvier) : Simul et singulis, soirée littéraire consacrée au tricentenaire de la Comédie-Française, mise en scène de Simon Eine
- 1981 (23 avril) : À Memphis, il y a un homme d'une force prodigieuse de Jean Audureau (création), mise en scène d'Henri Ronse, troupe de la Comédie-Française au théâtre de l'Odéon : Georges Barker
- 1981 (12 décembre) : La Dame de chez Maxim de Georges Feydeau, mise en scène de Jean-Paul Roussillon, Comédie-Française : Sauvarel
- 1982 (5 mai) : Yvonne, princesse de Bourgogne de Witold Gombrowicz, mise en scène de Jacques Rosner, troupe de la Comédie-Française au théâtre de l'Odéon : le Maréchal

## Filmographie

### Cinéma
- 1942 : La Symphonie fantastique de Christian-Jaque : figuration
- 1948 : D'homme à hommes de Christian-Jaque : Attia
- 1952 : Le Jugement de Dieu de Raymond Bernard[22]
- 1956 : Mademoiselle et son gang de Jean Boyer : l'inspecteur Bertrand
- 1966 : La Sentinelle endormie de Jean Dréville et Noël-Noël : Marton
- 1973 : Il n'y a pas de fumée sans feu d'André Cayatte
- 1978 : Mémoire commune de Patrick Poidevin : narrateur

### Télévision
- 1956 (11 décembre) : Sainte Jeanne, adaptation pour la télévision d'Auguste Hamon et Henriette Hamon, réalisation Claude Loursais
- 1957 (26 février) : Don Carlos de Friedrich von Schiller, adaptation pour la télévision de Charles Charras, réalisation Pierre Viallet : le marquis de Posa
- 1958 (18 février) : L'Alcade de Zalamea de Pedro Calderón de la Barca, adaptation d'Alexandre Arnoux, réalisation de Marcel Bluwal : le Capitaine
- 1959 (27 mai) : Esther de Jean Racine, réalisé pour la télévision scolaire par Jean Vernier
- 1959 (30 novembre) : Bérénice de Jean Racine, réalisation de Jean Kerchbron (RTF en direct) : Antiochus
- 1960 (août) : Barouf à Chioggia de Carlo Goldoni, adaptation française d'Henriette Valot, réalisation de Marcel Bluwal (RTF) : Beppe
- 1961 : Le Jeu de l'amour et de la mort de Romain Rolland, réalisé par Alain Boudet dans le cadre de l'émission Le Théâtre et la Révolution (RTF) : Lazare Carnot
- 1961 (31 mars) : Polyeucte de Pierre Corneille, réalisation d'Alain Boudet (RTF) : Néarque
- 1961 (29 avril) : Hernani de Victor Hugo, réalisation de Jean Kerchbron (RTF) : Don Gomez de Silva
- 1961 (27 juillet) : Émission Discorama de Denise Glaser (RTF) - Interprétation du poème de Victor Hugo Vieille chanson du jeune temps
- 1961 (31 octobre) : Les Perses d'Eschyle, réalisation de Jean Prat (RTF) : Darius
- 1962 (24 février) : Le Cid de Pierre Corneille, réalisation de Roger Iglesis (RTF) : don Gormas
- 1962 (11 décembre) : Le Navire étoile, réalisation d'Alain Boudet sur un scenario de Michel Subiela, d'après un roman d'Edwin Charles Tubb[23] : le capitaine
- 1963 (24 avril) : Horace de Pierre Corneille, réalisation de Jean Kerchbron (RTF) : Curiace
- 1963 (28 avril) : L'Île mystérieuse d'après Jules Verne, adaptation et scénario de Claude Santelli, réalisation de Pierre Badel, dans le cadre de l'émission Le Théâtre de la jeunesse (RTF) : le capitaine Nemo[24]
- 1963 (22 septembre) : Les Espagnols en Danemark de Prosper Mérimée, mise en scène et réalisation de Jean Kerchbron (RTF) : marquis de la Romana
- 1964 (25 janvier) : Les Aventures de David Balfour, d'après un roman de Robert Louis Stevenson, adaptation de Jean-Louis Roncoroni, réalisation d'Alain Boudet dans le cadre de l'émission Le Théâtre de la jeunesse (RTF)
- 1964 (13 juin) : La Petite Catherine de Heilbronn drame de Heinrich von Kleist, adaptation de Lou Bruder, réalisation de Marcel Lupovici, émission en direct du Festival de Provins : L'empereur
- 1964 (29 septembre) : La Confrontation, scénario, adaptation, et dialogues de Youri (ORTF) : l'avocat
- 1964 (24 novembre) : Le Cardinal d'Espagne, d’Henry de Montherlant, mise en scène de Jean Mercure, réalisation de Jean Vernier (ORTF, 1re chaine) : le duc de Estibel
- 1964 (21 décembre) : interprétation avec Suzy Delair d'une scène de L'Ours de Tchekhov, dans le cadre de l'émission d'Aimée Mortimer Moi j'aime (ORTF, 1re chaine)
- 1966 (19 novembre) : La Belle Nivernaise d'après une nouvelle d'Alphonse Daudet, adaptation de Michèle Angot et Claude Santelli, réalisation Yves-André Hubert, dans le cadre de l'émission Le Théâtre de la jeunesse (ORTF) : Maugendre
- 1969 (20 septembre) : La Longue Chasse du roi Louis dramatique tirée des mémoires de Philippe de Commynes, réalisation de Jean-Paul Carrère, Dans le cadre de l'émission Chronique des siècles (ORTF, 2e chaine) : Contay
- 1971 (janvier) : L'Énigme de Rudolf Hess de Claude Barma, dans le cadre de son émission Le Pour et le Contre (ORTF) : Rudolf Hess
- 1971 (11 novembre) : Au théâtre ce soir : La Collection Dressen d'après le roman Rechning Figure d'Harry Kurnitz, adaptation française de Marc-Gilbert Sauvajon, mise en scène Jacques-Henry Duval, réalisation Pierre Sabbagh : Farnery
- 1972 (20 décembre) : Les Précieuses ridicules de Molière, mise en scène de Jean-Louis Thamin, réalisation de Jean-Marie Coldefy, troupe de la Comédie-Française : Gorgibus
- 1974 : L'Avare de Molière, mise en scène de Jean-Paul Roussillon, réalisation de René Lucot, spectacle de la Comédie-Française : le commissaire
- 1974 (8 février) : Au théâtre ce soir : Marie-Octobre de Jacques Robert, Julien Duvivier et Henri Jeanson, mise en scène André Villiers, réalisation Georges Folgoas, (ORTF, 2e chaine) : Thibaud
- 1974 (1er novembre) : Le Maître de Santiago d’Henry de Montherlant, réalisation Lazare Iglesis, mise en scène de Michel Etcheverry, (ORTF, 2e chaine): Don Fernando de Olméda
- 1975 (13 septembre) : Pas de frontières pour l'inspecteur : Le Bouc émissaire adapté d'un roman de Nicolas Freeling par Robert Muller, réalisateur Marcel Cravenne : le directeur de la laiterie
- 1976 (2 septembre) : Torquemada de Victor Hugo, réalisation de Jean Kerchbron, (ORTF, 2e chaine) : le Grand Rabbin
- 1976 : Nans le berger, scénariste Thyde Monnier d'après son roman Les Desmichels, adaptation et dialogues de Juliette Saint-Giniez, réalisation Roland-Bernard, (ORTF, 1re chaine) : Émile Resplandin
- 1977 (6 octobre) : Lorenzaccio d'après Alfred de Musset, réalisation de Jean-Paul Carrère, Antenne 2 en direct de la Comédie-Française : sire Maurice
- 1978 (19 septembre) : La Ronde de nuit, réalisation de Gabriel Axel sur un scénario de Pierre Moustiers : Reiner Engel
- 1978 (11 novembre) : On ne badine pas avec l'amour, d'Alfred de Musset, mise en scène de Simon Eine, réalisation de Roger Kahane, FR3, retransmission du spectacle de la Comédie-Française enregistré au théâtre de la Porte-Saint-Martin : Blazius
- 1981 : La Dame de chez Maxim de Georges Feydeau, mise en scène de Jean-Paul Roussillon, réalisation de Pierre Badel, spectacle de la Comédie-Française : Sauvarel

## Doublage
Les sources de cette section proviennent des archives de l'ADAMI, qui gère les droits de doublage en cas de diffusion/rediffusion d'une œuvre. Les dates avant 1946 indiquent les sorties initiales des films pour lesquels René Arrieu a participé aux redoublages (ou aux doublages tardifs) à partir de la fin des années 1940 et non aux doublages originaux.

### Cinéma

#### Films
- Jeff Chandler dans :
  - Les Boucaniers de la Jamaïque (1952) de Frederick de Cordova : le commandant David Porter
  - Les Conducteurs du diable (1952) de Budd Boetticher : le lieutenant « Chick » Campbell
  - À l'est de Sumatra (1953) de Budd Boetticher : Duke Mullane
  - L'aventure est à l'ouest (1953) de Lloyd Bacon : Jonathan Westgate
  - À l'assaut du Fort Clark (1953) de George Sherman : le major Howell Brady
  - Taza, fils de Cochise (1954) de Douglas Sirk : Cochise
  - Le Signe du païen (1955) de Douglas Sirk : Marcian
  - Les Forbans (1955) de Jesse Hibbs : Ray Glennister
  - La Muraille d'or (1955) de Joseph Pevney : Jonathan Dartland
  - La Maison sur la plage (1955) de Joseph Pevney : Drummond Hall
  - Brisants humains (1956) de Joseph Pevney : le capitaine Hawks
  - Les Piliers du ciel (1956) de George Marshall : Emmett Bell
  - Le Salaire du diable (1957) de Jack Arnold : Ben Salder
  - Violence au Kansas (1959) de Melvin Frank : Luke Darcy
  - Caravane vers le soleil (1959) de Russell Rouse : Lon Bennett

- Henry Fonda dans :
  - Permission jusqu'à l'aube (1955) de John Ford : le lieutenant « Doug » Roberts
  - Le Faux Coupable (1957) d'Alfred Hitchcock : Manny Balestero
  - Tempête à Washington (1962) d'Otto Preminger : Robert A. Leffingwell
  - La Montagne des neuf Spencer (1963) de Delmer Daves : Clay Spencer
  - Point limite (1964) de Sidney Lumet : le président des États-Unis
  - Une vierge sur canapé (1964) de Richard Quine : Frank Luther Broderick
  - La Bataille des Ardennes (1965) de Ken Annakin : le lt-colonel Daniel Kiley
  - Gros coup à Dodge City (1966) de Fielder Cook : Meredith
  - Police sur la ville (1968) de Don Siegel : Anthony X. Russel
  - Le Reptile (1970) de Joseph L. Mankiewicz : Woodward Lopeman
  - Le Clan des irréductibles (1970) de Paul Newman : Henry Stamper
  - Les Noces de cendre de Larry Peerce (1973) : Mark Sawyer
  - Tentacules (1977) d'Ovidio G. Assonitis : M. Whitehead
  - Fedora (1978) de Billy Wilder : lui-même, en président de la cérémonie des Oscars
  - Meteor (1979) de Ronald Neame : le président des États-Unis

- Fernando Rey dans :
  - Falstaff (1965) d'Orson Welles : Worcester
  - Les Derniers Aventuriers (1970) de Lewis Gilbert : Jaime Xenos
  - French Connection (1971) de William Friedkin : Alain Charnier
  - Croc-Blanc (1973) de Lucio Fulci : Père Oatley
  - French Connection 2 (1975) de John Frankenheimer : Alain Charnier
  - Cabo Blanco (1980) de J. Lee Thompson : le capitaine Terredo

- Oliver Reed dans :
  - Love (1969) de Ken Russell : Gérald Crich
  - Les Diables (1970) de Ken Russell : Urbain Grandier
  - Les Trois Mousquetaires (1973) de Richard Lester : Athos
  - On l'appelait Milady (1974) de Richard Lester : Athos
  - Le Prince et le Pauvre (1977) de Richard Fleischer : Miles Hendon
  - Le Lion du désert (1980) de Moustapha Akkad : le général Rodolfo Graziani

- James Stewart dans :
  - L'Odyssée de Charles Lindbergh (1957) de Billy Wilder : Charles Lindbergh
  - L'Adorable Voisine (1958) de Richard Quine : Shepherd Henderson
  - La Police fédérale enquête (1959) de Mervyn LeRoy : John Michael « Chip » Hardesty
  - La Conquête de l'Ouest (1962) de John Ford : Linus Rawlings
  - Les Cinq Hors-la-loi (1968) de Vincent McEveety : Johnny Cobb

- Charlton Heston dans :
  - Cargaison dangereuse (1959) de Michael Anderson : John Sand
  - Le Cid (1961) d'Anthony Mann : Rodrigue
  - Major Dundee (1965) de Sam Peckinpah : le major Charles Dundee
  - Khartoum (1966) de Basil Dearden : le général Charles Gordon
  - Le Maître des îles (1970) de Tom Gries : Whipple « Whip » Hoxworth

- Lee Marvin dans :
  - Cat Ballou (1965) d'Elliot Silverstein : Kid Shelleen / Tim Strawn
  - Le Point de non-retour (1967) de John Boorman : Walker
  - Les Douze Salopards (1967) de Robert Aldrich : le major J. Reisman
  - Duel dans le Pacifique (1968) de John Boorman : le pilote US
  - La Kermesse de l'Ouest (1969) de Joshua Logan : Ben Rumson

- Burt Lancaster dans :
  - Valdez (1971) d'Edwin Sherin (en) : Bob Valdez
  - Fureur apache (1972) de Robert Aldrich : McIntosh
  - Complot à Dallas (1973) de David Miller : James Farrington
  - Le flic se rebiffe (1974) de Roland Kibbee et Burt Lancaster : Jim Slade
  - La Peau (1981) de Liliana Cavani : me général Mark Cork

- James Garner dans :
  - Je reviens de l'enfer (1956) de Mervyn LeRoy : le lieutenant-colonel Joe Craven
  - Le Piment de la vie (1963) de Norman Jewison : le docteur Gerald Boyer
  - Gare à la peinture (1965) de Norman Jewison : Casey Barnett
  - Un homme nommé Sledge (1971) de Vic Morrow : Luther Sledge

- Peter Cushing dans :
  - Frankenstein s'est échappé (1957) de Terence Fisher : Baron Victor Frankenstein
  - La Malédiction des pharaons (1959) de Terence Fisher : John Banning
  - L'Impasse aux violences (1960) de John Gilling : Robert Knox
  - L'Empreinte de Frankenstein (1964) de Freddie Francis : Frankenstein

- Jason Robards dans :
  - Le Voyage (1959) d'Anatole Litvak : Paul Kedes
  - Il était une fois dans l'Ouest (1968) de Sergio Leone : Manuel Guttieriez
  - Un nommé Cable Hogue (1970) de Sam Peckinpah : Cable Hogue
  - Les Hommes du président (1976) d'Alan J. Pakula : Ben Bradlee

- Victor Mature dans :
  - La Première Sirène (1952) de Mervyn LeRoy : James Sullivan
  - Voyage au-delà des vivants (1954) de Gottfried Reinhardt : « The Scarf »
  - Les Tartares (1960) de Ferdinando Baldi : Oleg

- Fausto Tozzi dans :
  - Le Secret du chevalier d'Éon (1959) de Jacqueline Audry : Ivanov, le ministre des finances
  - Le Mercenaire (1962) d'Étienne Périer et Baccio Bandini : Hugo
  - Les Amazones (1974) de Terence Young : le général

- Cornel Wilde dans :
  - Constantin le Grand (1960) de Lionello De Felice : Constantin
  - Lancelot chevalier de la reine (1963) de Cornel Wilde : Lancelot
  - Les Requins (1975) de Cornel Wilde : Jim « Skipper » Carnahan

- Walter Matthau dans :
  - Seuls sont les indomptés (1962) de David Miller : le shérif Johnson Walter
  - Charade (1963) de Stanley Donen : Carson Dyle alias Hamilton Bartholomew
  - Candy (1968) de Christian Marquand : le général R. A. Smight

- David Janssen dans :
  - Les Souliers de saint Pierre (1968) de Michael Anderson : George Faber
  - Macho Callahan (1970) de Bernard L. Kowalski : Diego Callahan
  - Un tueur dans la foule (1976) de Larry Peerce : Steve

- Peter Finch dans :
  - Judith (1966) de Daniel Mann : Aaron Stein
  - Loin de la foule déchaînée (1967) de John Schlesinger : William Boldwood
  - La Tente rouge (1969) de Mikhaïl Kalatozov : Umberto Nobile

- Rock Hudson dans :
  - Winchester '73 (1950) d'Anthony Mann : Young Bull (1er doublage)
  - Si tu crois fillette (1970) de Roger Vadim : Michael « Tiger » McDrew

- Christopher Lee dans :
  - Le Corsaire rouge (1952) de Robert Siodmak : Joseph
  - Un colt pour trois salopards (1971) de Burt Kennedy : l'armurier Bailey

- Paul Picerni dans :
  - L'Homme au masque de cire (1953) d'André de Toth : Scott Andrews
  - Ce monde à part (1959) de Vincent Sherman : Louis Donetti

- Laurence Harvey dans :
  - Richard Cœur de Lion (1954) de David Butler : Kenneth
  - L'Ennemi silencieux (1958) de William Fairchild : le lieutenant L.P.K. Crabb

- Paul Newman dans :
  - Le Calice d'argent (1954) de Victor Saville : Basil
  - Du haut de la terrasse (1960) de Mark Robson : David Alfred Eaton

- Arthur Kennedy dans :
  - Le Bandit (1955) d'Edgar George Ulmer : Santiago
  - La Sentinelle des maudits (1977) de Michael Winner : Monseigneur Franchino

- Walther Reyer dans :
  - Sissi impératrice (1956) d'Ernst Marischka : le comte Adrassy (1er doublage)
  - Sissi face à son destin (1957) d'Ernst Marischka : le comte Adrassy

- Roger Moore dans :
  - Le Trésor des sept collines (1960) de Gordon Douglas : Shaun Garrett
  - Au péril de sa vie (1961) de Gordon Douglas : Paul Wilton

- Peter Lawford dans :
  - L'Inconnu de Las Vegas (1960) de Lewis Milestone : Jimmy Foster
  - Le Jour le plus long  (1962) de Ken Annakin, Andrew Marton, Bernhard Wicki, Gerd Oswald et Darryl F. Zanuck : Lord Lovat

- Robert Ryan dans :
  - Le Roi des rois (1961) de Nicholas Ray : Jean-Baptiste
  - L'Homme de la loi (1971) de Michael Winner : Cotton Ryan

- Alan Steel dans :
  - Maciste contre les hommes de pierre (1964) de Giacomo Gentilomo : Maciste
  - Ursus l'invincible (1964) de Gianfranco Parolini : Ursus

- James Mason dans :
  - La Chute de l'empire romain (1964) d'Anthony Mann : Timonides
  - Les Loups de haute mer (1980) d'Andrew McLaglen : l'amiral F. Brindsen

- Nigel Davenport dans :
  - Cyclone à la Jamaïque (1965) d'Alexander Mackendrick : Frederick Thornton
  - Marie Stuart, Reine d'Écosse (1971) de Charles Jarrott : lord Bothwell

- Max von Sydow dans :
  - Hawaï de George Roy Hill (1966) : le révérend Abner Hale
  - Conan le Barbare de John Milius (1982) : le roi Osric

- Adolfo Celi dans :
  - Coup de maître au service de sa majesté britannique (1967) de Michele Lupo : Bernard
  - Sentence de mort (1968) de Mario Lanfranchi : frère Baldwin

- Peter Graves dans :
  - Cinq hommes armés (1969) de Don Taylor : le Hollandais
  - Y a-t-il un pilote dans l'avion ? (1980) de Jim Abrahams, David Zucker et Jerry Zucker : le commandant Clarence Oveur

- Raf Vallone dans :
  - Les Canons de Cordoba (1970) de Paul Wendkos : Cordoba
  - Le Veinard (1975) de Christopher Miles : le général Peruzzi

- John Larch dans :
  - Un frisson dans la nuit (1971) de Clint Eastwood : le sergent McCallum
  - Amityville : La Maison du diable (1979) de Stuart Rosenberg : le père Nuncio

- Paolo Bonacelli dans :
  - Salò ou les 120 journées de Sodome (1975) de Pier Paolo Pasolini : le Duc
  - Caligula (1979) de Tinto Brass : Chærea

- 1935 : Capitaine Blood de Michael Curtiz : Peter Blood (Errol Flynn)
- 1936 : La Charge de la brigade légère de Michael Curtiz : le capitaine Perry Vickers (Patric Knowles)
- 1946 : Le facteur sonne toujours deux fois de Tay Garnett
- 1946 : Le Grand sommeil d'Howard Hawks : Carol Lundgren (Tommy Rafferty)
- 1948 : Les Trois Mousquetaires de George Sidney : Jussac (Sol Gorss)
- 1949 : La Maison des étrangers de Joseph L. Mankiewicz : Pietro Monetti (Paul Valentine)
- 1949 : La Pêche au trésor de David Miller : Alphonse Zotto (Raymond Burr)
- 1949 : L'Atlantide de Gregg G. Tallas : le major Lefebvre (James Nolan)
- 1950 : Le Moineau de la Tamise de Jean Negulesco : Hammond (Ernest Clark)
- 1950 : Panique dans la rue d'Elia Kazan : le curé (G.S. Cambias)
- 1951 : La Flèche et le Flambeau de Jacques Tourneur : Skinner (Robin Hughes)
- 1951 : Quo Vadis de Mervin LeRoy : Croton (Arthur Walge)
- 1951 : La Vallée de la vengeance de Richard Thorpe : Hub Fasken (John Ireland)
- 1951 : La Bagarre de Santa Fe d'Irving Pichel : Tom Canfield (Peter M. Thompson)
- 1951 : Dans la gueule du loup de Robert Parrish : le procureur (Carleton Young)
- 1951 : Okinawa de Lewis Milestone : le capitaine 'Mac' McCreavy (Fred Coby)
- 1951 : Show Boat de George Sidney : le shérif Ike Vallon (Regis Toomey)
- 1951 : L'Ombre d'un homme d'Anthony Asquith
- 1952 : Au pays de la peur d'Andrew Marton : Brody (Howard Petrie)
- 1952 : La Marchande d'amour de Mario Soldati : Luciano Vittoni (Renato Baldini)
- 1952 : La Loi du silence d'Alfred Hitchcock : Michael W. Logan (Montgomery Clift)
- 1952 : Le Proscrit de Phil Karlson : le major Schrock (Ian MacDonald)
- 1952 : Histoire de trois amours de Vincente Minnelli et Gottfried Reinhardt : le jeune homme à bord du navire (Robert Horton)
- 1953 : L'Équipée sauvage de László Benedek : Gogo (Harry Lander)
- 1953 : Le Vagabond des mers de William Keighley : Henry Dury (Anthony Steel)
- 1953 : Les Vitelloni de Federico Fellini
- 1953 : La Lune était bleue d'Otto Preminger : Donald Gresham (William Holden)
- 1953 : Les Révoltés de la Claire-Louise de Jacques Tourneur : Jim Corbett (Glenn Ford)
- 1953 : Le Sabre et la Flèche d'André de Toth : Satterlee, le prophète (Milton Parsons)
- 1953 : Mogambo de John Ford
- 1953 : Double Filature de Rudolph Maté : Sam (Peter Mamakos)
- 1953 : Les Conquérants de Carson City d'André de Toth :  Alan Kincaid (Richard Webb)
- 1954 : Sémiramis, esclave et reine de Carlo Ludovico Bragaglia : Amal (Ricardo Montalbán)
- 1954 : L'Aigle solitaire de Delmer Daves : Manok (Anthony Caruso)
- 1954 : Une fille de la province de George Seaton : Henry Johnson, le pianiste (John W. Reynolds)
- 1954 : Une balle vous attend de John Farrow : David Canham (Brian Aherne)
- 1954 : Écrit dans le ciel de William A. Wellman : le lieutenant Hobie Wheeler (William Campbell)
- 1954 : Les Bolides de l'enfer de George Sherman : l'annonceur de la course (Don C. Harvey)
- 1954 : Les Géants du cirque de James Edward Grant : Mickey Spillane (Mickey Spillane)
- 1955 : À l'est d'Eden d'Elia Kazan : un officier[Qui ?]
- 1955 : La Reine de la prairie d'Allan Dwan : Colorados (Lance Fuller)
- 1955 : Le Fils prodigue de Richard Thorpe : Joram (John Dehner) / Narrateur
- 1955 : Mélodie interrompue de Curtis Bernhardt : Dr Ed « Eddie » Ryson (Peter Leeds)
- 1955 : Los Gamberos de Juan Llado
- 1956 : Collines brûlantes de Stuart Heisler : Jack Sutton (Skip Homeier)
- 1956 : Géant de George Stevens : le docteur Guerra (Maurice Jara)
- 1956 : L'Attaque du Fort Douglas de Kurt Neumann : Jonathan Adams (Scott Brady)
- 1956 : Tension à Rock City de Charles Marquis Warren : Sam Murdock (Paul Richards)
- 1956 : Hélène de Troie de Robert Wise et Raoul Walsh : Pâris (Jacques Sernas)
- 1956 : L'Espion de la dernière chance de Werner Klingler : le commandant Schüssler (Rudolf Brand)
- 1957 : Le Grand Chantage d'Alexander Mackendrick : Leo Bartha (Lawrence Dobkin)
- 1957[25] : Les Sentiers de la gloire de Stanley Kubrick : le capitaine Rousseau (John Stein)
- 1957 : La Vie passionnée de Vincent van Gogh de Vincente Minnelli : Georges Seurat (David Bond)
- 1957 : Cote 465 d'Anthony Mann : le sergent Riordan (Philip Pine)
- 1957 : Douze hommes en colère de Sidney Lumet : le cinquième juré (Jack Klugman)
- 1957 : Le Miroir au secret de Henry S. Kesler : l'agent Jim Anderson (Ken Curtis)
- 1957 : Jicop le proscrit de Henry Levin : Brad, le shérif de Red Bluff (Denver Pyle)
- 1957 : Sayonara de Joshua Logan : le colonel Crawford (Douglas Watson)
- 1958 : Sueurs froides d'Alfred Hitchcock : Gavin Helster (Tom Helmore)
- 1958 : Frankenstein 1970 d'Howard W. Koch : Frankenstein (Boris Karloff)
- 1958 : Anna de Brooklyn de Carlo Lastricati (it) : Raphael (Dale Robertson)
- 1958 : L'Odyssée du sous-marin Nerka de Robert Wise : le chef Kohler (Joe Maross)
- 1958 : La Tempête d'Alberto Lattuada : le procureur général de la cour martiale (Vittorio Gassman)
- 1958 : Les Bateliers de la Volga de Victor Tourjanski : Lissenko (Rik Battaglia)
- 1958 : Le Pigeon de Mario Monicelli
- 1958 : L'Étoile brisée de Jesse Hibbs : Durgan (Morgan Woodward)
- 1958 : La Révolte des gladiateurs de Vittorio Cottafavi
- 1958 : Les Vikings de Richard Fleischer : le frère Godwin (Alexander Knox)
- 1958 : L'Épée et la Croix de Carlo Ludovico Bragaglia : Gaio Marcello (Jorge Mistral)
- 1958 : Panique au music-hall d'Antonio Santillan
- 1959 : Crimes au musée des horreurs d'Arthur Crabtree
- 1959 : La Charge de Syracuse de Pietro Francisci
- 1959 : Ben-Hur de William Wyler : Sextus (André Morell)
- 1959 : Le Diabolique Docteur Mabuse de Fritz Lang : Roberto Menil (Reinhard Kolldehoff)
- 1959 : La Gloire et la Peur de Lewis Milestone : le caporal Payne (Cliff Ketchum)
- 1959 : Qui était donc cette dame ? de George Sidney : Harry Powell (James Whitmore)
- 1959 : Trahison à Athènes de Robert Aldrich : Conrad Heisler (Stanley Baker)
- 1959 : La Grande Guerre de Mario Monicelli : le lieutenant La Poule (Romolo Valli)
- 1959 : Le Géant du Grand Nord de Gordon Douglas : le major Towns (Rhodes Reason)
- 1960 : Messaline de Vittorio Cottafavi : Lucius Maximus (Spiros Focas)
- 1960 : La Princesse du Nil de Victor Tourjanski : Sabakou (John Drew Barrymore)
- 1960 : Austerlitz d'Abel Gance : Lucien Bonaparte (Rossano Brazzi)
- 1960 : Le Géant de la vallée des rois de Carlo Campogalliani
- 1960 : Les Légions de Cléopâtre de Vittorio Cottafavi : Caïus Lucillius / Curridios (Ettore Manni)
- 1960 : Les Pirates de la côte de Domenico Paolella : le capitaine Brook (Ignazio Balsamo)
- 1960 : La Vengeance d'Hercule de Vittorio Cottafavi
- 1960 : Meurtre sans faire-part de Michael Gordon : Howard Mason (Richard Basehart)
- 1960 : David et Goliath de Richard Pottier : Abner (Massimo Serato)
- 1961 : Le Bel Antonio de Mauro Bolognini : Antonio (Marcello Mastroianni)
- 1961 : La Bataille des Thermopyles de Rudolph Maté : Xérxes (David Farrar)
- 1961 : L'Enlévement des Sabines de Richard Pottier : Niksa Stafanini
- 1961 : Le Colosse de Rhodes de Sergio Leone : Darios (Rory Calhoun)
- 1961 : Le Géant à la cour de Kublai Khan de Riccardo Freda : Bayan (Dante Di Paolo)
- 1961 : Marco Polo de Hugo Fregonese : Mon-Ka (Robert Hundar) / le narrateur
- 1961 : La Guerre de Troie de Giorgio Ferroni : Ajax (Mimmo Palmara) / le narrateur
- 1961 : Salvatore Giuliano de Francesco Rosi
- 1961 : Prokofiev de Ken Russell
- 1961 : Barrabas de Richard Fleischer : Torvald (Jack Palance)
- 1962: Coups de feu dans la Sierra de Sam Peckinpah : Steve Judd (Joel McCrea)
- 1962 : Romulus et Rémus de Sergio Corbucci et Sergio Leone : Tazio (Massimo Girotti)
- 1962 : Catherine de Russie de Umberto Lenzi
- 1962 : Les Titans de Duccio Tessari
- 1962 : Les Trois Stooges contre Hercule d'Edward Bernds : Ralph Dimsal / le roi Odius (George N. Neise)
- 1962 : Allô, brigade spéciale de Blake Edwards : Garland Humphrey Lynch (Ross Martin)
- 1962 : Maciste en enfer de Riccardo Freda
- 1962 : Des ennuis à la pelle de Norman Jewison : Louis Blanchard (Kevin McCarthy)
- 1962 : Sodome et Gomorrhe de Robert Aldrich et Sergio Leone : Loth (Stewart Granger)
- 1962 : Le Fantôme de l'Opéra de Terence Fisher : Ambrose d'Arcy (Michael Gough)
- 1962 : Les Conquérants héroïques de Giorgio Rivalta
- 1963 : Le Cardinal d'Otto Preminger : Steve Fermoyle (Tom Tryon)
- 1963 : Les Gladiatrices de Antonio Leonviola : Thor (Joe Robinson)
- 1963 : Vénus impériale de Jean Delannoy : Jules de Canouville (Stephen Boyd)
- 1963 : La Grande Évasion de John Sturges : le lieutenant Sandy McDonald (Gordon Jackson)
- 1963 : Hercule, Samson et Ulysse de Pietro Francisci : Argos[Qui ?]
- 1963 : Maciste contre les Mongols de Domenico Paolella : Sayan (Ken Clark)
- 1963 : Les Derniers Jours d'un empire de Antonio Margheriti : Marcus (Carl Möhner)
- 1963 : Sandokan, le tigre de Bornéo d'Umberto Lenzi : Sandokan (Steve Reeves)
- 1963 : Le Guépard de Luchino Visconti
- 1964 : Pas de printemps pour Marnie d'Alfred Hitchcock : Sidney Strutt (Martin Gabel)
- 1964 : Sept jours en mai de John Frankenheimer : Art Corwin (Bart Burns)
- 1964 : Spartacus et les dix gladiateurs de Nick Nostro : Spartacus (Alfredo Varelli)
- 1964 : La Vengeance de Spartacus de Michele Lupo : Astorige (Pietro Ceccarelli (it))
- 1964 : Les Pirates du diable de Don Sharp : le bosco (Duncan Lamont)
- 1964 : Les Cavaliers rouges de Hugo Fregonese : Old Shatterhand (Lex Barker)
- 1964 : Goliath à la conquête de Bagdad de Domenico Paolella : Safaridi (Dario Michaelis)
- 1964 : Hercule contre les mercenaires de Umberto Lenzi : Cassius Querrea (Gianni Solaro)
- 1964 : Hélène, reine de Troie de Giorgio Ferroni : un officier[Qui ?]
- 1964 : Maciste et les Filles de la vallée de Amerigo Anton : Mazoura (Alberto Farnese)
- 1965 : Les Héros de Télémark d'Anthony Mann
- 1965 : La Colline des hommes perdus de Sidney Lumet
- 1965 : Harlow, la blonde platine de Gordon Douglas : Jack « Jackie » Harrison (Mike Connors)
- 1965 : Le Gladiateur magnifique de Alfonso Brescia : Guddo (Paolo Gozlino)
- 1965 : Les Aigles noirs de Santa Fé d'Ernst Hofbauer : Cliff MacPherson (Brad Harris)
- 1965 : Ligne rouge 7000 de Howard Hawks : Pat Kazarian (Norman Alden)
- 1965 : Fureur sur le Bosphore de Sergio Grieco : Vardar (Vittorio Sanipoli)
- 1965 : Les Prairies de l'honneur de Andrew V. McLaglen : Colonel Fairchild (George Kennedy) (1er doublage)
- 1966 : Nevada Smith d'Henry Hathaway : le chef du camp (Howard Da Silva)
- 1966 : Quelques dollars pour Django de León Klimovsky : Jim / Trevor Norton (Frank Wolff)
- 1966 : La Diligence vers l'Ouest de Gordon Douglas : Marshal Curley Wilcox (Van Heflin)
- 1966 : Surcouf, le tigre des sept mers de Sergio Bergonzelli : le capitaine Villeneuve[Qui ?]
- 1966 : Deux Minets pour Juliette ! de Norman Panama : le général Milt Walters (Richard Eastham)
- 1966 : Technique d'un meurtre de Franco Prosperi : Clint Harris (Robert Webber)
- 1967 : L'Affaire Al Capone de Roger Corman
- 1967 : La Nuit des généraux d'Anatole Litvak : le général von Stulpnagel (Harry Andrews)
- 1967 : Les Monstres de l'espace de Roy Ward Baker : Pr Bernard Quatermass (Andrew Keir)
- 1967 : La Route de l'Ouest d'Andrew V. McLaglen : Weatherby, le prédicateur (Jack Elam)
- 1968 : 2001, l'Odyssée de l'espace de Stanley Kubrick : le docteur Heywood (William Sylvester)
- 1968 : Quand les aigles attaquent de Brian G. Hutton
- 1968 : Le Démon des femmes de Robert Aldrich : Cameraman (Dave Willock)
- 1968 : L'Étrangleur de Boston de Richard Fleischer : Julian Soshnick (Mike Kellin)
- 1968 : Le Gang de l'oiseau d'or de Sam Wanamaker : George Leeds (Walter Gotell)
- 1968 : Le Lion en hiver de Anthony Harvey : Henri II (Peter O'Toole)
- 1969 : Un amour de Coccinelle de Robert Stevenson : un hippie (Ned Glass)
- 1969 : Les Géants de l'Ouest d'Andrew V. McLaglen : le major Sanders (Royal Dano)
- 1969 : La Bataille d'Angleterre de Guy Hamilton : sir Hugh Dowding (Laurence Olivier)
- 1969 : L'Or de MacKenna de J. Lee Thompson : Ben Baker (Eli Wallach)
- 1969 : La Vie privée de Sherlock Holmes de Billy Wilder
- 1969 : Sabata de Gianfranco Parolini : Banjo (William Berger)
- 1970 : MASH de Robert Altman : sergent Gorman (Bobby Troup)
- 1970 : Le Dossier Anderson de Sidney Lumet : Werner Gottlieb (Richard B. Shull)
- 1970 : Sacco et Vanzetti de Giuliano Montaldo
- 1970 : Appelez-moi Monsieur Tibbs de Gordon Douglas : Logan Sharpe (Martin Landau)
- 1970 : La Fiancée du vampire de Dan Curtis : Barnabas Collins (Jonathan Frid)
- 1970 : Barquero de Gordon Douglas : Jake Remy (Warren Oates)
- 1971 : Macbeth de Roman Polanski : McDuff (Terence Bayler)
- 1971 : Les Évadés de la planète des singes de Don Taylor : le général Faulkner (James Bacon)
- 1971 : Les Charognards de Don Medford : Doc Harrison (Mitchell Ryan)
- 1971 : Quatre Mouches de velours gris de Dario Argento : Dieudonné (Bud Spencer)
- 1971 : Un violon sur le toit de Norman Jewison : Constable (Louis Zorich)
- 1971 : Les Cavaliers de John Frankenheimer : le conteur[Qui ?]
- 1971 : Satan, mon amour de Paul Wendkos : Dr West (William Windom)
- 1972 : Les Collines de la terreur de Michael Winner : Gavin Malechie (Roddy McMillan)
- 1973 : Les Colts au soleil de Peter Collinson : Juge Niland (Farley Granger)
- 1973 : Police Puissance 7 de Philip D'Antoni : l'inspecteur Gilson (Rex Everhart)
- 1973 : La Dernière Chance de Maurizio Lucidi : Fred Norton (Massimo Girotti)
- 1974 : Contre une poignée de diamants de Don Siegel : McKee (John Vernon)
- 1974 : Le Parrain 2 de Francis Ford Coppola : Le Sénateur Pat Geary (G. D. Spradlin) (1er doublage)
- 1974 : Le Voyage fantastique de Sinbad de Gordon Hessler
- 1974 : L'Énigme de Kaspar Hauser de Werner Herzog : l'homme inconnu (Hans Musaüs)
- 1974 : À cause d'un assassinat d'Alan J. Pakula
- 1974 : Le Retour du dragon[26] de William Beaudine, Norman Foster et Darrell Hallebeck : Frank Scanlon (Walter Brooke)
- 1975 : Super Inframan de Shan Hua : le professeur Tchang (Hsieh Wang)
- 1975 : Les Trois Jours du Condor de Sydney Pollack : Leonard Atwood (Addison Powell)
- 1975 : La Kermesse des aigles de George Roy Hill : le 2e cinéaste (Jack Manning)
- 1975 : Le Froussard héroïque de Richard Lester : John Gully (Henry Cooper)
- 1976 : Nickelodeon de Peter Bogdanovich : le metteur en scène faisant tourner Kathleen (John Finnegan)
- 1976 : Cadavres exquis de Francesco Rosi : le juge Sanza (Francesco Callari)
- 1977 : Le Message de Moustapha Akkad : Salool (John Bennett) et le roi Kisra de Perse (Hassan Joundi)
- 1977 : Les Naufragés du 747 de Jerry Jameson : Nicholas St. Downs III (Joseph Cotten)
- 1977 : Un espion de trop de Don Siegel : Carl Hassler (Ed Bakey)
- 1977 : MacArthur, le général rebelle de Joseph Sargent : le général George C. Kenney (Walter O. Miles)
- 1977 : Les Survivants de la fin du monde de Jack Smight : un homme de main du gang (Seamon Glass)
- 1978 : Sauvez le Neptune de David Greene : l'amiral dans le bureau du ministre de la Marine (Ted Gehring)
- 1978 : Superman de Richard Donner : Premier Sage (Trevor Howard) (1er doublage)
- 1979 : Maman a cent ans de Carlos Saura : Fernando (Fernando Fernán Gómez)
- 1979 : La luna de Bernardo Bertolucci : Douglas Winter (Fred Gwynne)
- 1980 : Shining de Stanley Kubrick : le 2d garde-forestier (Manning Redwood)
- 1980 : Superman 2 de Richard Lester : le général Zod (Terence Stamp)
- 1980 : Le Chasseur de Buzz Kulik : le joueur de Poker (Kevin Hagen)
- 1980 : Les Mercenaires de l'espace de Jimmy T. Murakami : Cowboy (George Peppard)
- 1980 : Popeye de Robert Altman : Pôpa (Ray Walston)
- 1980 : Héros ou Salopards de Bruce Beresford : Lord Kitchener (Alan Cassell)
- 1981 : La Maîtresse du lieutenant français de Karel Reisz : Dr Grogan (Leo McKern)

#### Longs-métrages d'animation
- 1967 : Le Livre de la Jungle de Wolfgang Reitherman d'après le roman de Rudyard Kipling : Bagheera
- 1978 : Le Seigneur des anneaux de Ralph Bakshi : Gimli
- 1978 : Bambi : le grand prince de la forêt

### Télévision

#### Téléfilms / Mini-séries
- Henry Fonda dans :
  - L'Homme en fuite (1967) de Don Siegel : Ben Chamberlain
  - Le Poney rouge (1973) de Robert Totten : Carl Tiflin

- 1975 : Michel Strogoff de Jean-Pierre Decourt : le tsar (Tibor Tánczos)
- 1976 : Victoire à Entebbé de Marvin J. Chomsky : Shimon Peres (Burt Lancaster)
- 1976 : Moi Claude empereur de Herbert Wise : Auguste (Brian Blessed)
- 1977 : Jésus de Nazareth de Franco Zeffirelli : rabbi Jehuda (Cyril Cusack)
- 1977 : Racines de Marvin J. Chomsky, John Erman, Gilbert Moses et David Greene : le capitaine Thomas Davies (Edward Asner)
- 1977 : L'Homme au masque de fer de Mike Newell : Colbert (Ralph Richardson)
- 1978 : Le Voleur de Bagdad de Clive Donner : le portier (Ian Holm)
- 1979 : Minoïe de Jean Jabely et Philippe Landrot (animation) : le père
- 1979 : Les Misérables de Takashi Kuoka (animation) : Jean Valjean
- 1980 : Le retour de Goldorak de Go Nagai (animation) : Professeur Saotome

#### Séries télévisées
- 1960 : Destination Danger :
  - épisode 7, Poste de confiance : le ministre Fawzi (Martin Benson)
  - épisode 12, Deux sœurs : le secrétaire d'ambassade (Hedger Wallace)
  - épisode 27, Le Voyage interrompu : le docteur Bakalter (Paul Daneman)
- 1961 : Le Chevalier Lancelot : Lancelot du Lac (William Russell)
- 1966 : Daktari : le docteur Marsh Tracy alias Daktari (Marshall Thompson)
- 1966-1971 : Cher Oncle Bill : oncle Bill (Brian Keith)
- 1968 : Ranch L : Murdoch Lancer (Andrew Duggan)
- 1971 : Amicalement vôtre :
  - épisode 19, Le Lendemain matin : Gunnar Christianssen (Bernard Horsfall)
  - épisode 23, Le Coureur de dot : Carl Foster (Terence Morgan)
- 1971 : Ah ! Quelle famille : le sergent Chad Smith (Henry Fonda)
- 1972 : Toumaï : Madison (Peter Gwynne)
- 1974 : Angoisse, épisode Sign it death
- 1976 : Section 4 : le lieutenant Dan « Hondo » Harrelson (Steve Forrest)
- 1976 : La Compagnie de la mouette bleue
- 1977 : Le petit Vic[27] : Monsieur Gordon
- 1978 : Un privé dans la nuit : Hamilton Nash (James Coburn)
- 1979 : Les Survivants de l'ombre[28] : le chef Etherington du MI5 (Michael Williams)

#### Séries d'animation
- 1961 : Les Aventures de Tintin, d'après Hergé, épisode Le Crabe aux pinces d'or : Allan
- 1976 : Goldorak : Dantus / Achéron - 1re voix
- 1978 : Capitaine Flam : le président Cashew / l'empereur de l'espace

Source : Planète Jeunesse 

#### Documentaires
- 1954 : Quand les tambours se sont tus, documentaire hommage aux victimes du débarquement allié du 6 juin 1944 de Jean Claude Bourdier : Le commentateur
- 1973 : Le Monde en guerre, documentaire en 26 épisodes de David Elstein : Un narrateur

## Radio
- 1949 (9 juin) : Hommage à Franz Kafka, à l'occasion du 25e anniversaire de sa mort, écrit et réalisé par Alain Trutat. Avec le concours de Jacqueline Morane, Jean Clarence et Michel Vitold. Extraits de Nocturne, De nouvelles lampes, L'Épée.
- 1956 (21 octobre) : Sarajevo de Blaise Cendrars, mise en ondes de Pierre Walker pour Radio-Lausanne : récitant